# Hans Backenroth
Hans Backenroth, född Bengtsson, 23 mars 1966 i Karlstad, är en svensk kontrabasist och elbasist. 

## Biografi
Hans Backenroth studerade på Musikhögskolan i Stockholm mellan 1987 och 1990. Under åren 1987-1990 var Backenroth medlem av Fredrik Norén Band. År 1991 turnerade han med Putte Wickman Q i USA och Kanada som ersättare för basisten Red Mitchell. 
Under åren 1991-2007 spelade Backenroth med Arne Domnérus kvartett/kvintett och 1995-1999 ingick han i Monica Zetterlund Quartet. Han har senare ingått i flera andra konstellationer som Bernt Rosengren Q, Karin Krog/Scott Hamilton Q, Sweet Jazz Trio, Ulf Wakenius Q, Claes Janson, Kjell Öhman Trio, Bosse Broberg "Nogenja Soloist Ensemble", Hacke Björksten 3 Generations med flera. 
Hans Backenroth har spelat med artister som Rebecka Törnqvist, Monica Zetterlund, Lill Lindfors, Bengt Hallberg, Svante Thuresson, Kalle Moraeus och med en lång rad internationella artister som Clark Terry, Harry Allen,  Toots Thielemans, Ed Thigpen, Kenny Barron, Benny Green, Ernie Watts, Doug Raney, Horace Parlan, Roger Kellaway, Lorne Lofsky, Svend Asmussen, Warren Vaché, Butch Miles, Danny Gottlieb och Harry Sweets Edison. 
Backenroth medverkar på cirka 150 CD-skivor. År 2009 gjorde han sin första solo CD Bassic Instinct och bildade en egen kvartett bestående av Bernt Rosengren, Jacob Fischer och Roger Johansen. Backenroth medverkar på två jazzskivor som mottagit Orkesterjournalens utmärkelse Gyllene skivan: Arne Domnérus och Bernt Rosengren Face to face (1999) och Bernt Rosengren Q I'm Flying (2009).
Hans Backenroth är sedan 2005 basist i Skinnarspelet (Malung) och också varit medlem i husbandet i Jazzserien Blå Måndag (Solliden/Skansen) sedan 1995. År 2015 fick han överta rollen som kapellmästare i dessa sammanhang efter Kjell Öhman. Han har tidigare undervisat på Musikhögskolan i Stockholm och undervisar numera i kontrabas/ensemble på Musikhögskolan i Piteå.

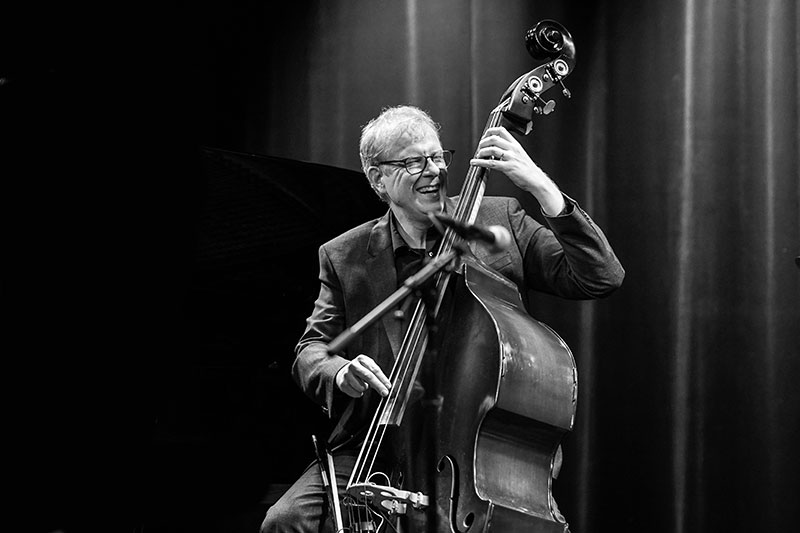
Hans Backenroth i Aarhus 2018